# Speciální čarodějnický díl (9. řada)
Speciální čarodějnický díl (alternativně také Speciální čarodějnický díl VIII, v anglickém originále Treehouse of Horror VIII) je 4. díl 9. řady (celkem 182.) amerického animovaného seriálu Simpsonovi. Scénář napsali Mike Scully, David S. Cohen a Ned Goldreyer a díl režíroval Mark Kirkland. V USA měl premiéru dne 26. října 1997 na stanici Fox Broadcasting Company a v Česku byl poprvé vysílán 16. listopadu 1999 na stanici ČT1.

## Děj
Epizoda je rozdělena na tři části: Homer a mutanti (The HΩmega Man), Moucha versus moucha (Fly vs. Fly) a Jak si upéct čarodějnice (Easy-Bake Coven).

### Úvod
Objeví se cenzor Foxu. V ruce drží scénář k této epizodě a postupně škrtá některé řádky se slovy „Ne“. Pak se u jedné scény zasměje, ale ihned s vážnou tváří řádek škrtá. Divákům poté oznámí, že tato epizoda je mládeži přístupná. Pak ale ikona označující vhodnost epizody vytáhne obrovský nůž a cenzora bodne do zad. S každým dalším bodnutím se ikona postupně mění, vždy je epizoda vhodnější jen pro starší diváky, nakonec se na ní objeví číslo 666.

### Homer a mutanti
Francie vyhrožuje Springfieldu odvetou za to, že si starosta utahoval z žabích stehýnek. Starosta se ale odmítne omluvit. Marge pošle Homera pro jistotu koupit nějaký protiatomový kryt. Ten jde za Hermanem a prohlíží si tam jeden kryt. Mezitím Francouzi pošlou na Springfield bombu. Ta na oběžné dráze málem zasáhne loď Kanga a Kodos. Bomba zasáhne město a všichni umírají. Homer pak vyleze z krytu a zjistí, že jsou všichni ve městě mrtví. Začne si užívat a v kostele tancuje nahý. Tam ho vyruší tajemné postavy – přeživší po výbuchu, kteří podlehli mutaci. Například Vočko, doktor Dlaha, Ned, Seymour, Carl a další. Chtějí ho zabít, on začne utíkat a ujede k sobě domů. Oni ho začnou pronásledovat. Doma zjistí, že jeho rodina je živá. Na stěnách domu je totiž olovnatá barva. Mutanti se nad nimi slitují, ale Marge, Bart a Líza je zastřelí puškami.

### Moucha versus moucha
Profesor Frink pořádá výprodej svých vynálezů a Homer si od něj koupí transportér. Bartovi ho doma zakáže používat. V noci se Bart rozhodne ho vyzkoušet na kočce. Spolu s ní tam ale skočí i Spasitel. Z druhého konce vyleze zvíře se dvěma hlavami a za ním zvíře s žádnou hlavou. Pak se v místnosti objeví moucha a Bart si představuje, že by mohl létat. Zkusí tam s ní vlézt, ale Bart se zmenší na velikost mouchy a získá její tělo. Moucha nyní vypadá jako Bart, a rodina si tak myslí, že se jedná o skutečného Barta. Večer Líza zjistí, kdo je skutečný Bart. Moucha Barta sní a Líza ji zatlačí do transportéru. Bartovi se vrátí původní podoba.

### Jak si upéct čarodějnici
Píše se rok 1649. Ve vesnici upalují jednu čarodějnici za druhou. Obviní i Marge a jako zkoušku ji shodí ze skály. Ona se ale zachrání, protože skutečně čarodějnicí je. Letí za svými sestrami Patty a Selmou do jeskyně v hoře nad městem. Tam se rozhodnou, že snědí obyvatelům jejich děti. Když přijdou k Flandersům, Maude se snaží své děti zachránit a nabídne jim sladkosti. Takto to pokračuje i u dalších domů. Následující rok se děti převléknou, chodí po domech jako čarodějky a dostávají sladkosti.

## Produkce
Část Homer a mutanti napsal Mike Scully, Moucha versus moucha napsal David X. Cohen a Jak si upéct čarodějnici napsal Ned Goldreyer. Velké části pasáže Moucha versus moucha byly vystřiženy, včetně původního konce, kde se moucha také vynoří z teleportu, ale je podstatně větší a Simpsonovi na ní letí do obchodního centra.
Producenti měli problémy s cenzory kvůli několika částem této epizody. Úvodní pasáž dílu, v níž je výše zmíněný cenzor Foxu ubodán k smrti, byl nadhozen Davidem Mirkinem a měl problém projít přes skutečné cenzory. Vadila jim velikost nože a použité zvukové efekty. Původně měl být cenzor podle televizního hodnocení probodnut dýkou, ale Fox se proti tomu ohradil, protože to bylo příliš hrůzné, a tak byl změněn na kord. Cenzoři měli námitky i proti neodvysílané scéně, v níž Homer tančí nahý kostelní tanec na oltáři. Scéna byla přeanimována tak, že Homer tančil nahý v první řadě.
Tato epizoda byla jediným Speciálním čarodějnickým dílem, jejž režíroval Mark Kirkland. Byla to také poslední epizoda, na které pracoval Brad Bird; odešel ze seriálu režírovat Železného obra u Warner Bros Animation. Pozadí poslední části, Jak si upéct čarodějnici, navrhl Lance Wilder. Ačkoli se Kang a Kodos krátce objevují v každém čarodějnickém dílu, jejich krátké vystoupení v této epizodě bylo téměř vystřiženo. Davidu X. Cohenovi se podařilo přesvědčit producenty, aby scénu ponechali.

## Kulturní odkazy
Stejně jako ve většině Speciálních čarodějnických dílů se i v tomto objevují četné kulturní odkazy. Homer a mutanti jsou rozšířenou poctou filmu The Omega Man, který byl v dětství jedním z oblíbených filmů Mikea Scullyho. Ve stejné pasáži Homer při útěku před pronásledujícími mutanty přejede Johnnyho a Edgara Winterovy, přičemž si je splete s mutanty, protože oba bratři Winterové jsou albíni.
Název Moucha versus moucha je odkazem na komiks časopisu Mad Spy vs. Spy, zatímco samotná část vychází z filmu Moucha s prvky z remaku Davida Cronenberga, především designem telepodu. V pasáži Jak si upéct čarodějnici animátoři v mnoha svých návrzích odkazovali na film The Crucible a Edna Krabappelová má na sobě šarlatové A, což je odkaz na román Šarlatové písmeno.

## Přijetí
V původním vysílání se díl umístil na 18. místě ve sledovanosti v týdnu od 20. do 26. října 1997 s ratingem 11,2, což odpovídá přibližně 10,9 milionu domácností. V tom týdnu se jednalo o nejsledovanější pořad na stanici Fox, který porazil Tatíka Hill a spol.
Díl získal v roce 1998 cenu Golden Reel Award za nejlepší střih zvuku – televizní animované speciály pro Roberta Mackstona, Travise Powerse, Norma MacLeoda a Terryho Greena. Alf Clausen získal za tuto epizodu nominaci na cenu Emmy za vynikající hudební kompozici pro seriál (dramatický podkres), kterou nakonec neobdržel.
Patrick D. Gaertner ze serveru Puzzled Pagan k dílu napsal: „Tohle je docela solidní Speciální čarodějnický díl. Žádná z částí pro mě nevyčnívá a neřadí se mezi nejlepší pasáže všech dob, ale všechny jsou docela dobré. Hodně těchto Speciálních čarodějnických dílů má jednu nebo dvě úžasné části a jednu opravdu hroznou, ale tenhle tak nějak vytáhl tři dobré pasáže. Nic moc skvělého, ale ani nic špatného. V první části bylo vidět Homera, jak přežívá jako poslední živý člověk ve Springfieldu a zároveň paroduje tu směšnou adaptaci Já, legenda, docela skvělé a má to několik klasických momentů. A ta s mouchou je taky docela dobrý, ale nejvíc mi v něm sedí Homerova podivná náklonnost k mouše Bartovi, zvlášť když ji políbí a nechá jí na hlavě nechutný pramínek slin. Část s čarodějnicí je asi tou nejslabší ze všech, i když se mi moc líbí hláška náčelníka Wigguma „Bible říká spoustu věcí.“, když se Líza snaží pomocí Písma vysvětlit, proč je zabíjení nevinných žen špatná věc. Rozhodně to není můj nejoblíbenější Speciální čarodějnický díl, ale je to opravdu příjemné.“.